# Kat and the Band
Kat and the Band é um filme musical britânico de 2020, sobre amadurecimento, dirigido por E. E. Hegarty a partir de um roteiro de Jemma Field e Michael M7ller. O filme conta com Ella Hunt, Dougie Poynter, Jennifer Leong, Callum McGowan, Idris Debrand, Sevan Stephan, Joanna David, Badly Drawn Boy, Jackson Bews, Katherine Kelly e Rufus Hound no elenco. Estreou no Festival de Cinema Independente de Londres em março de 2020 e foi lançado no Reino Unido em 13 de julho de 2020, por 101 Filmes. O filme segue Kat Malone, uma menina de escola de dezessete anos obcecada por música que arranja seu caminho para administrar a banda Dollar Days, fingindo ser gerente de banda de vinte e poucos anos.

## Elenco
- Ella Hunt como Kat Malone
- Dougie Poynter como Alex
- Jennifer Leong como Jane
- Callum McGowan como Brian
- Idris Debrand como Sid
- Sevan Stephan como Faz
- Joanna David como Gran
- Badly Drawn Boy como ele mesmo
- Jackson Bews como Marcus
- Katherine Kelly como Liz Malone
- Rufus Hound como Sr. Cato